# 豌豆形薹草
豌豆形薹草（学名：Carex pisiformis）是莎草科薹草属的植物。分布于日本以及中国大陆的辽宁、山东、安徽、河北等地，生长于海拔400米至1,350米的地区，常生长在山坡林下或路边，目前尚未由人工引种栽培。

## 别名
白穗薹草（秦岭植物志） 白雄穗薹草（东北植物检索表） 白鳞薹草（北京植物志） 类圆锥薹草（安徽植物志） 线叶宿柱苔（台湾植物志） 宜兰宿柱苔（台湾植物志）